# Crocodilo-da-nova-guiné
O crocodilo-da-nova-guiné (Crocodylus novaeguineae) é uma espécie de crocodilo comum na ilha de Nova Guiné.